# تلة داكار

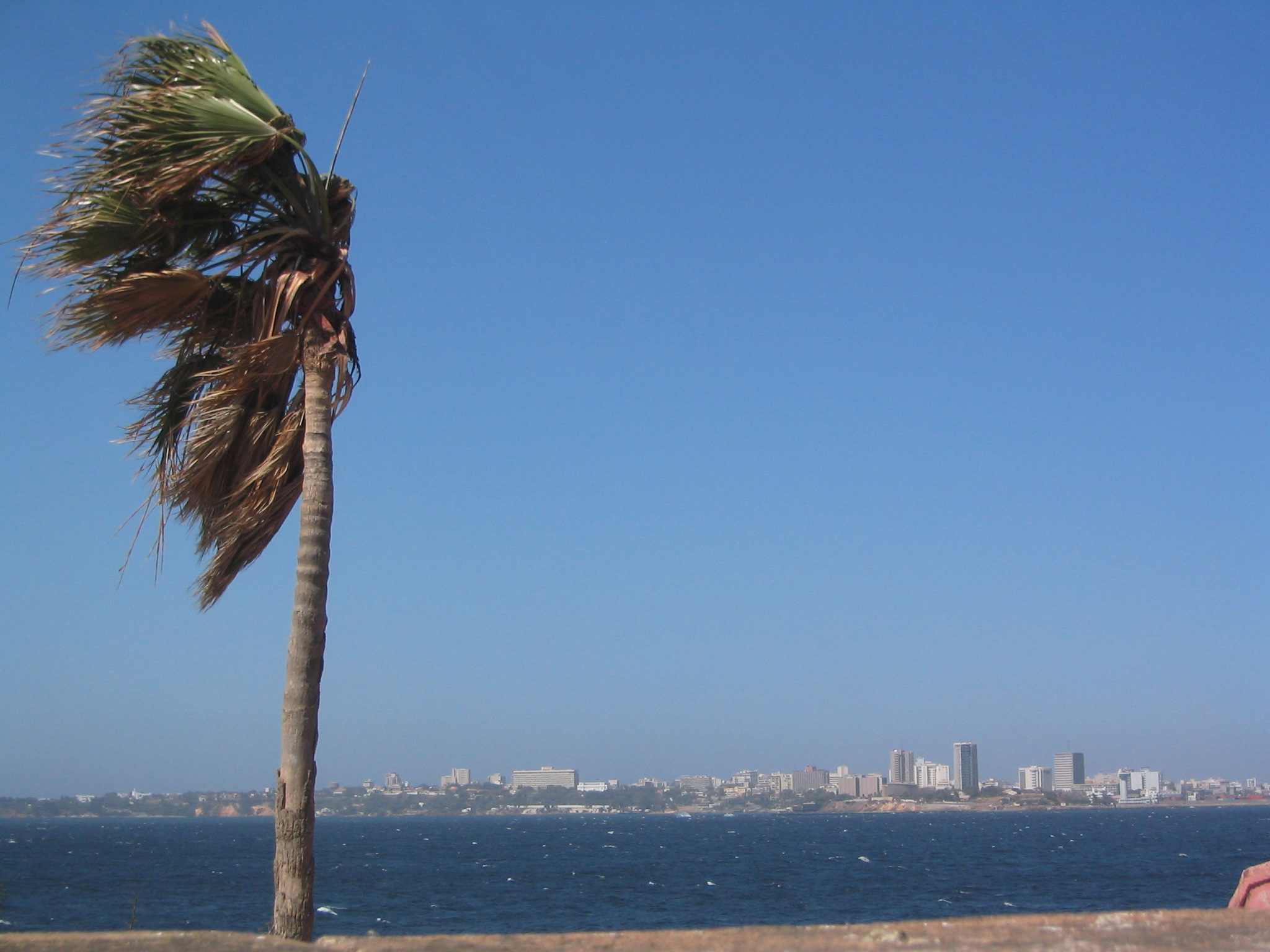
تلة داكار من جزيرة غوري

هي المنطقة الأكثر رقي في داكار عاصمة السنغال.

## الموقع
تقع إلى الجنوب من شبه جزيرة الرأس الأخضر بمواجهة جزيرة غوري"Gorri" بين خطي عرض 14ْ و 16ْ شمالاً وخطي طول 16ْ و 18ْ غربًا هي امتداد لشارع الحاج مالك والكورنيش الغربي، تقدر مساحتها ب 700هكتار.

## السكان
حسب إحصاء عام2002م فإنه يقطنها حوالي 32795 نسمة غير أنها يزورها يوميا حوالي مليون وخمسمائة ألف مواطن والذين يزاولون مهام مختلفة فيها

## وصلات خارجية
معلومات عن منطقة تلة داكار باللغة الفرنسية